# Terina ochroptera
Terina ochroptera là một loài bướm đêm trong họ Geometridae.